# Geneng (Geneng)
Geneng is een bestuurslaag in het regentschap Ngawi van de provincie Oost-Java, Indonesië. Geneng telt 7326 inwoners (volkstelling 2010).